# Sutton (Nebraska)
Sutton je grad u američkoj saveznoj državi Nebraska. Prema popisu stanovništva iz 2010. u njemu je živjelo 1,502 stanovnika.